# 棣棠乡
棣棠乡，是中华人民共和国重庆市彭水苗族土家族自治县下辖的一个乡镇级行政单位。

## 行政区划
棣棠乡下辖以下地区：
黄泥村、四坪村、牌楼村和四合村。